# 開放軟體基金會
開放軟體基金會（英語：Open Software Foundation，縮寫為），一個非營利性組織，目標在於為UNIX作業系統創造一個統一的標準。它根據美國國會在1984年通過的合作發展法案（U. S. National Cooperative Research Act），於1988年創立。
它在1996年2月，與X/Open合併成為The Open Group。